# Древний и принятый шотландский устав
Древний и принятый шотландский устав (ДПШУ) (англ. Ancient and Accepted Scottish Rite) — один из широко распространённых масонских уставов. Он был основан в 1801 году в Чарльстоне (США) братьями Джоном Митчеллом и Фредериком Далхо на базе Великих конституций 1786 года, приписываемых Фридриху II Прусскому. Первоначально устав предназначался для градусов выше степени мастера, начиная с 4 градуса.
Хотя он был составлен из 33°, обычно он практиковался в рамках двух организаций — взаимодополняющих, но отличных друг от друга:
Великая ложа, которая объединяет первые три масонских градуса.
Верховный совет, который управляет организационными структурами с 4 по 33° и объединяет ложу усовершенствования, капитул, ареопаг и консистории.

## История

### Первые упоминания о степени «шотландского мастера»
Существует упоминание относящееся к 1733 году, что ложа «Темпл Бар» в Лондоне производила возвышение в степень «шотландского мастера». Ту же степень мы встречаем в ложе «Бат» в 1735 году и во французской ложе «Святого Георгия к послушанию» № 49 в Ковент Гардене, в 1736 году.

### Якобитскоевлияние: миф или реальность?
Масонская литература изобилует ссылками на якобитов. Главный недостаток состоит в том, что они весьма противоречивы и мнения авторов весьма расходятся. Иногда утверждается, что влияние якобитов на появление высших градусов равно нулю, даже если они и участвовали в создании мифа.
Сторонники мифологической теории считают, что источник недопонимания лежит в небрежном замечании, сделанном Джоном Нортхуком в 1784 году, в книге Конституций Великой ложи Англии. Он утверждает, что не существует доказательств относительно того, что король Карл II (старший брат и предшественник Якова II) был посвящён в масоны во время своей голландской ссылки (1649—1660 годах). В настоящее время доподлинно известно, что в то время на континенте ещё не существовало масонских лож. Это замечание, определённо, льстило братству, вводя в их ряды древнего монарха. Эта легенда была приукрашена Джоном Робинсоном (1739—1805), профессором философии из Университета Эдинбурга, в его антимасонской книге, изданной в 1797 году.
Тем не менее, ещё до заявлений Нортхука, появлялись некоторые упоминания роли якобитов, и их можно найти в архивах. Но более важной из них является переписка, имевшая место в период с 1777 по 1783 годы между датским бароном фон Вахтером и принцем Карлом Эдуардом, сыном Якова III Стюарта, который, в свою очередь, был племянником Карла II. В записке, написанной 21 сентября 1777 года Вахтером и полученной Чарльзом Эдвардом, весьма ясно говорится, что «многие знаменитые люди из нашего дома (имеется в виду дом Стюартов) были масонами»). В то время, миссией Вахтера было узнать, какова роль сыгранная якобитами в создании масонства в целом и высших степеней в частности, и в особенности тамплиерских степеней. Кроме того, в 1767 году, через год после смерти Якова III, граф Клермон, великий мастер Великой ложи Франции, в своём письме к маркизу де Гаж отмечает, что Яков III (которого он называет «принц Эдвард» по привычке, приобретенной во время жизни в Сен-Жермен-ан-Лэ в период до 1713 году) был посвящённым высокой степени и что Королевская ложа, долго работавшая во Франции, упоминала о его персоне.
В середине XIX века знаменитый английский масонский автор Джордж Оливер (1782—1867) в своих «Исторических ландмарках» заявил, что король Карл II регулярно посещал работы. Возможно, в этом стоит усомниться, хотя французские масонские авторы согласны с этим высказыванием, например Жан-Батист Рагон (1771—1862) и Эммануэль Ребол, последний даже приписывал ему создание всех высших градусов под сенью ложи «Кэнонгейт Килуиннинг» Эдинбурга. Но опровержения этой экстраполяции лишь одна сторона медали, другой стороной является тот факт, что в первых высших градусах внимание было сконцентрировано на Стюартах. Таким образом, священный свод, который является версией английской Королевской арки, даёт непосредственную ссылку на Якова I, отца Карла II.

### Этьен Морен и Устав Королевской тайны

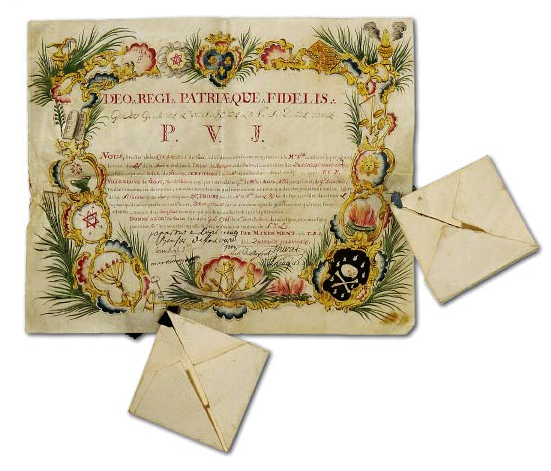
Патент Устава Королевской тайны

Французский торговец по имени Этьен Морен, который был посвящён в высшие градусы масонства в 1744 году, основал «шотландскую ложу» на Французском Мысе, к северу от колонии Санто-Доминго. 27 августа 1761 года в Париже Морен получил патент, подписанный офицерами великой ложи, признающий его «великим инспектором для всех частей мира». Более поздние копии этого патента, который, вероятно, относился к символической ложе, были приукрашены самим Мореном, чтобы обосновать свою преемственность от лож высших градусов Вест-Индии. Морен практиковал устав, который назывался «Устав королевской тайны», состоящий из 25 градусов, высший из которых именовался «великим принцем королевской тайны», и который, возможно, был взят лично им из устава практиковавшегося в Париже «Советом императоров востока и запада». Морен вернулся в Санто-Доминго в 1762 или 1763 годах и, благодаря своему патенту, постепенно сформировал ложи всех градусов в Карибском регионе и Северной Америке. В 1770 году он создал великий капитул в Кингстоне, Ямайка, где и умер в 1771 году.

### Генри Эндрю Френкен и его рукописи
Человека, который весьма помог Морену распространить его устав в Новом Свете, звали Генри Эндрю Френкен, он был французом голландского происхождения. Морен назначил его избранным великим генеральным инспектором по возвращении из Вест-Индии. Франкен тесно сотрудничал с ним и в 1771 году написал рукопись содержащую ритуалы с 15 по 25 градусы. Также он написал по меньшей мере ещё две рукописи, первую в 1783 году, вторую около 1786 года, в которых содержатся все градусы с 4 по 25.
Ложа «Шотландского усовершенствования» была основана 12 апреля 1764 года в Новом Орлеане. Это была первая ложа высших градусов на североамериканском континенте. Её существование было недолгим, поскольку, согласно Парижскому договору, Новый Орлеан был передан католической Испании, враждебно настроенной по отношению к масонству. Видимо, вся масонская деятельность в Новом Орлеане была приостановлена до 1790 года.
В 1767 году Френкен переехал в Нью-Йорк, где 26 декабря он получил патент, дающий право на создание ложи усовершенствования в Олбани, что позволило ему впервые создать степени усовершенствования (с 4 по 14) в 13 британских колониях. Этот патент, равно как и отчеты о первых работах этой ложи хранятся в архивах Верховного совета северной юрисдикции США.
Во время своего пребывания в Нью-Йорке, Френкен посвятил в эти градусы еврейского бизнесмена, Моисея Майкла Хейза, которого он назначил заместителем генерального инспектора. В 1781 году Хейз в свою очередь назначил ещё восьмерых заместителей генерального инспектора, четверо из которых позднее сыграли заметную роль в создании Древнего и принятого шотландского устава в штате Южная Каролина:
- Исаак Да Коста — заместитель генерального инспектора в Южной Каролине
- Авраам Форст — заместитель генерального инспектора в Виржинии
- Джозеф М. Майерс — заместитель генерального инспектора в Мэриленде
- Баренд М. Спитцер — заместитель генерального инспектора в Джорджии

Да Коста вернулся в Чарльстон и создал «Высочайшую великую ложу усовершенствования» в феврале 1783 году. С Форстом и Спитцером Майерс создал в Чарльстоне 8 дополнительных градусов.

### Рождение Древнего и принятого шотландского устава
Хотя тридцать три градуса уже были созданы, Древний и принятый шотландский устав мог быть утвержден только вместе с созданием первого верховного совета, и им стал Верховный совет южной юрисдикции, основанный в Чарльстоне в 1801 году под руководством Джона Митчелла и Фредерика Далхо. Благодаря патентам именно этого верховного совета постепенно были сформированы все последующие верховные советы по всему миру, такие как:
- Верховный совет 33 градуса во Франции (22 сентября 1804 года).
- Верховный совет Италии (1805 год).
- Верховный совет северной юрисдикции США (1813 год).
- Верховный совет для Англии и Уэльса (1845 год).

### История ДПШУ во Франции

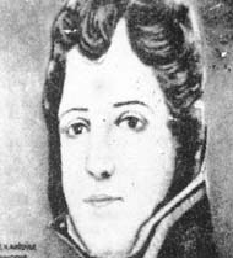
Александр де Грасс

Древний и принятый шотландский устав впервые появился во Франции благодаря Александру де Грассу, когда он вернулся с «островов Америки». 22 сентября 1804 года он основал первый Верховный совет Франции на европейском континенте.
В декабре 1804 года был подписан союзный договор между Великим востоком Франции и Верховным советом 33 градуса во Франции. В нём говорилось, что ВВФ присоединяет к себе Верховный совет Франции. На самом деле этого соглашения придерживались до 1814 года. При помощи этого договора ВВФ приобрёл Древний и принятый шотландский устав.
С 1805 по 1814 годы ВВФ управлял первыми 18 степенями устава, предоставив верховному совету управление пятнадцатью оставшимися — с 19 по 33. В 1815 году пятеро руководителей верховного совета основали Великую коллегию ритуалов. Первый Верховный совет Франции прекратил свою деятельность на период с 1815 по 1821 годы.
Верховный совет Островов Америки (основан в 1802 году Александром де Грассом, вновь начал работать при помощи Делаога в 1810 году), а в 1821 году — Верховный совет 33 градуса во Франции, и они объединились в одну организацию — Верховный совет Франции. Он объявил себя независимым и суверенным масонским послушанием. Он создавал символические ложи (то есть те, в которых практикуются первые три градуса и которые обычно объединены под сенью великой ложи или великого востока).
В 1894 году Верховный совет создал Великую ложу Франции, которая стала полностью суверенной и независимой в 1904 году, когда Верховный совет Франции перестал выдавать патенты на учреждение новых лож. Однако верховный совет по сей день считает себя хранителем согласованности между всеми 33 степенями устава и отношения между двумя структурами остаются весьма близкими, о чём свидетельствуют две общие торжественные работы, проводимые ими совместно каждый год.
В 1964 году великий командор Шарль Риандэ с 500 братьями покинул Верховный совет Франции и вступил в Великую национальную ложу Франции. Командор был вновь посвящён в 33 градус в Амстердаме, а затем, при поддержке Верховного совета южной юрисдикции США, основал новый верховный совет, названный «Верховный совет для Франции».

### Альберт Пайк и ДПШУ в США

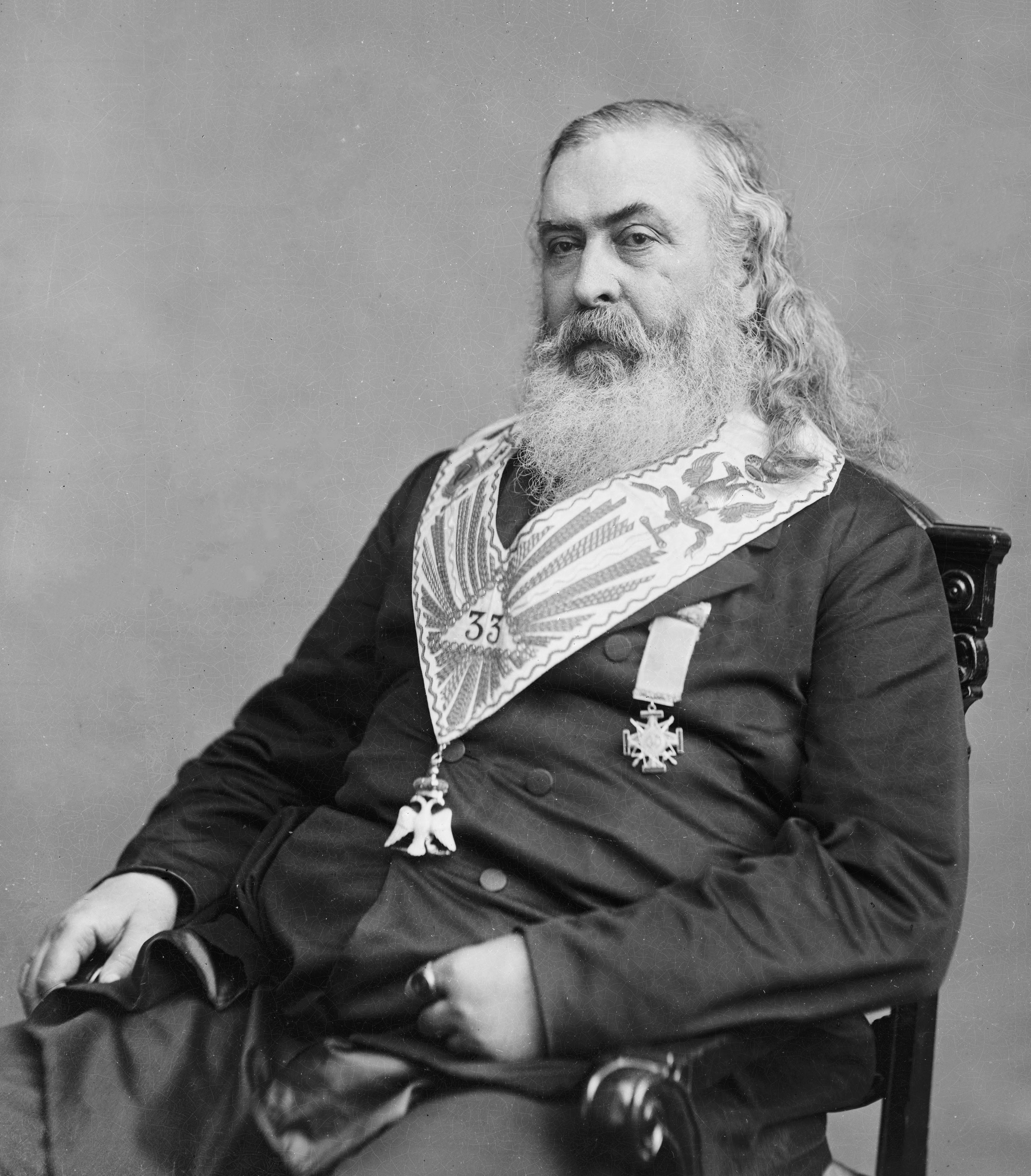
Альберт Пайк в регалиях великого командора

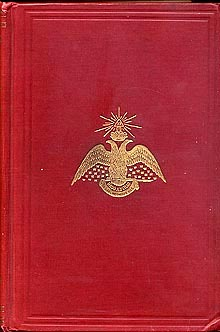
Обложка книги «Мораль и Догма» (1871 год)

Родившийся в Бостоне, штат Массачусетс, 29 декабря 1809 года, Альберт Пайк в США считается человеком, который внёс наибольший вклад в развитие ДПШУ, превратив его в середине XIX века из размытого масонского ритуала в международное братство. Пайк получил все градусы с 4 по 32 у американского масонского историка Альберта Маккея в марте 1853 года в Чарльстоне, Южная Каролина, и в том же году был назначен помощником инспектора в Арканзасе.
В то время степени все ещё находились в зачаточном состоянии и состояли из краткой легенды с некоторыми комментариями, но чаще всего без соответствующего ритуала посвящения. В 1855 году Верховный совет южной юрисдикции назначил комитет для подготовки полных ритуалов с 4 по 32 степень. Этот комитет состоял из Альберта Макея, Джона Х. Хонора, У. С. Роквелла, С. Самори и Альберта Пайка, однако именно Пайк сделал большую часть работы.
В марте 1858 года Пайк был избран членом Верховного совета южной юрисдикции и стал его великим командором в январе 1859 года. Гражданская война прервала его работу над ритуалами Шотландского устава. После войны он отправился в Вашингтон и закончил свою работу по пересмотру ритуала.
Пайк также написал лекции для всех степеней, которые он опубликовал в 1871 году под названием «Мораль и Догма Древнего и принятого шотландского устава масонства»

### Организационные структуры и входящие в них градусы
В масонстве не существует степени выше, чем третья — степень мастера-масона. Основополагающий принцип масонской регулярности состоит в том, что все масоны равны, независимо от социального уровня или членства в других масонских степенях. Поэтому градусы, идущие после третьего, следует рассматривать, как дополнительный уровень обучения или развития, а не как градусы, определяющие уровень власти, ставящей мастера масона выше своих братьев.
В некоторых странах три первые степени могут практиковаться в другом уставе.
| № градуса | Название                                                                  | Южная юрисдикция, Франция                                                         | Бельгия                                                                           | Англия                                                                            | Северная юрисдикция                                                               |
| --------- | ------------------------------------------------------------------------- | --------------------------------------------------------------------------------- | --------------------------------------------------------------------------------- | --------------------------------------------------------------------------------- | --------------------------------------------------------------------------------- |
| 1°        | Ученик                                                                    | Символическая ложа (в некоторых странах эти степени практикуются в другом уставе) | Символическая ложа (в некоторых странах эти степени практикуются в другом уставе) | Символическая ложа (в некоторых странах эти степени практикуются в другом уставе) | Символическая ложа (в некоторых странах эти степени практикуются в другом уставе) |
| 2°        | Подмастерье                                                               | Символическая ложа (в некоторых странах эти степени практикуются в другом уставе) | Символическая ложа (в некоторых странах эти степени практикуются в другом уставе) | Символическая ложа (в некоторых странах эти степени практикуются в другом уставе) | Символическая ложа (в некоторых странах эти степени практикуются в другом уставе) |
| 3°        | Мастер                                                                    | Символическая ложа (в некоторых странах эти степени практикуются в другом уставе) | Символическая ложа (в некоторых странах эти степени практикуются в другом уставе) | Символическая ложа (в некоторых странах эти степени практикуются в другом уставе) | Символическая ложа (в некоторых странах эти степени практикуются в другом уставе) |
| 4°        | Тайный мастер                                                             | Ложа совершенствования                                                            | Капитул                                                                           | Капитул                                                                           | Ложа совершенствования                                                            |
| 5°        | Совершенный мастер                                                        | Ложа совершенствования                                                            | Капитул                                                                           | Капитул                                                                           | Ложа совершенствования                                                            |
| 6°        | Ближний (тайный) секретарь                                                | Ложа совершенствования                                                            | Капитул                                                                           | Капитул                                                                           | Ложа совершенствования                                                            |
| 7°        | Надзиратель и судья                                                       | Ложа совершенствования                                                            | Капитул                                                                           | Капитул                                                                           | Ложа совершенствования                                                            |
| 8°        | Надзиратель за строительством                                             | Ложа совершенствования                                                            | Капитул                                                                           | Капитул                                                                           | Ложа совершенствования                                                            |
| 9°        | Мастер избранник девяти                                                   | Ложа совершенствования                                                            | Капитул                                                                           | Капитул                                                                           | Ложа совершенствования                                                            |
| 10°       | Славный мастер избранник пятнадцати                                       | Ложа совершенствования                                                            | Капитул                                                                           | Капитул                                                                           | Ложа совершенствования                                                            |
| 11°       | Великий рыцарь-избранник                                                  | Ложа совершенствования                                                            | Капитул                                                                           | Капитул                                                                           | Ложа совершенствования                                                            |
| 12°       | Великий мастер архитектор                                                 | Ложа совершенствования                                                            | Капитул                                                                           | Капитул                                                                           | Ложа совершенствования                                                            |
| 13°       | Рыцарь царственного свода Еноха                                           | Ложа совершенствования                                                            | Капитул                                                                           | Капитул                                                                           | Ложа совершенствования                                                            |
| 14°       | Верховный избранный и совершенный вольный каменщик, или великий избранник | Ложа совершенствования                                                            | Капитул                                                                           | Капитул                                                                           | Ложа совершенствования                                                            |
| 15°       | Рыцарь востока или меча                                                   | Капитул                                                                           | Капитул                                                                           | Капитул                                                                           | Совет                                                                             |
| 16°       | Князь иерусалимский                                                       | Капитул                                                                           | Капитул                                                                           | Капитул                                                                           | Совет                                                                             |
| 17°       | Рыцарь востока и запада                                                   | Капитул                                                                           | Капитул                                                                           | Капитул                                                                           | Капитул                                                                           |
| 18°       | Рыцарь розы и креста                                                      | Капитул                                                                           | Капитул                                                                           | Капитул                                                                           | Капитул                                                                           |
| 19°       | Великий понтифик небесного Иерусалима                                     | Ареопаг или совет                                                                 | Ареопаг                                                                           | Верховный совет                                                                   | Консистория                                                                       |
| 20°       | Мастер символической ложи, или мастер Ad Vitam (пожизненно)               | Ареопаг или совет                                                                 | Ареопаг                                                                           | Верховный совет                                                                   | Консистория                                                                       |
| 21°       | Великий ноевский патриарх или прусский рыцарь                             | Ареопаг или совет                                                                 | Ареопаг                                                                           | Верховный совет                                                                   | Консистория                                                                       |
| 22°       | Рыцарь королевского топора (царственной секиры) или князь ливанский       | Ареопаг или совет                                                                 | Ареопаг                                                                           | Верховный совет                                                                   | Консистория                                                                       |
| 23°       | Рыцарь скинии                                                             | Ареопаг или совет                                                                 | Ареопаг                                                                           | Верховный совет                                                                   | Консистория                                                                       |
| 24°       | Князь скинии                                                              | Ареопаг или совет                                                                 | Ареопаг                                                                           | Верховный совет                                                                   | Консистория                                                                       |
| 25°       | Рыцарь медного змея                                                       | Ареопаг или совет                                                                 | Ареопаг                                                                           | Верховный совет                                                                   | Консистория                                                                       |
| 26°       | Князь милосердия                                                          | Ареопаг или совет                                                                 | Ареопаг                                                                           | Верховный совет                                                                   | Консистория                                                                       |
| 27°       | Рыцарь-командор храма                                                     | Ареопаг или совет                                                                 | Ареопаг                                                                           | Верховный совет                                                                   | Консистория                                                                       |
| 28°       | Рыцарь солнца                                                             | Ареопаг или совет                                                                 | Ареопаг                                                                           | Верховный совет                                                                   | Консистория                                                                       |
| 29°       | Великий рыцарь святого Андрея                                             | Ареопаг или совет                                                                 | Ареопаг                                                                           | Верховный совет                                                                   | Консистория                                                                       |
| 30°       | Рыцарь кадош или рыцарь чёрно-белого орла                                 | Ареопаг или совет                                                                 | Ареопаг                                                                           | Верховный совет                                                                   | Консистория                                                                       |
| 31°       | Великий инспектор инквизитор                                              | Консистория                                                                       | Консистория                                                                       | Верховный совет                                                                   | Консистория                                                                       |
| 32°       | Верховный князь царственной тайны                                         | Консистория                                                                       | Консистория                                                                       | Верховный совет                                                                   | Консистория                                                                       |
| 33°       | Великий державный генеральный инспектор                                   | Верховный совет                                                                   | Верховный совет                                                                   | Верховный совет                                                                   | Верховный совет                                                                   |

### Исключения, особенности, разночтения

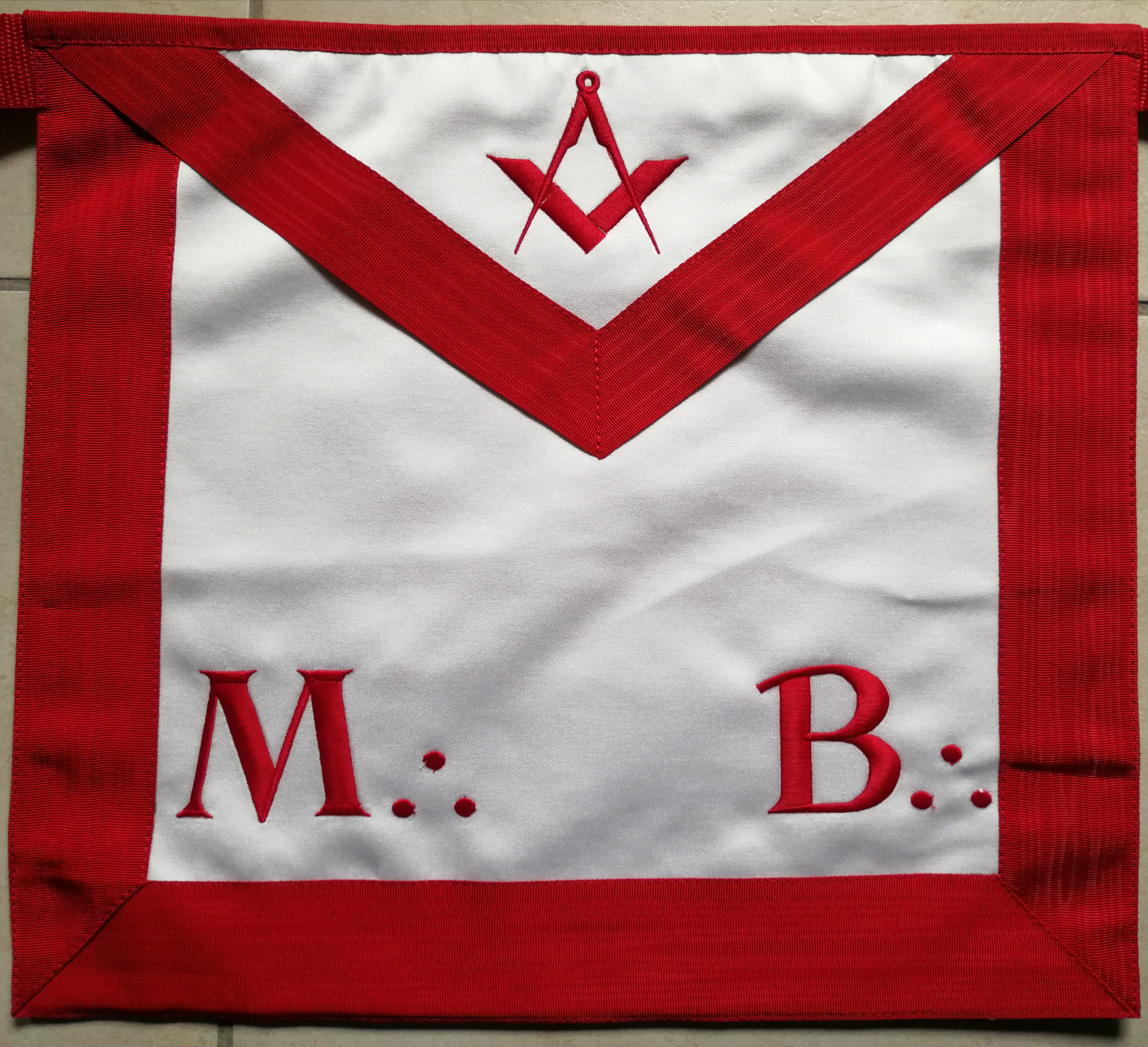
Масонский запон мастера-масона ДПШУ

Независимость символических степеней (с 1 по 3) и высших степеней (с 4 по 33) не всегда была четко определена, особенно во Франции и Бельгии, где символические ложи практиковали Древний и принятый шотландский устав с 1 степени. В настоящее время ритуалы определенных высших степеней упоминают о существовании «элементов» , появившихся ещё до создания Древнего и принятого шотландского устава.
Само название ДПШУ иногда немного различается, особенно в версиях авторов Северной юрисдикции США, использующих наименование «Древний принятый шотландский устав» (без частицы «и»), что также переводится на другие языки как «Шотландский устав признанный издревле», намекая на «старинное принятие» устава.
В разных юрисдикциях также существуют различия, иногда малозаметные, но иногда очень важные. Они, в основном, касаются действительно практикуемых градусов, остальные градусы передаются через теоретическое изучение, следуя традиции XVIII века, когда ритуал той или иной степени не проводится.

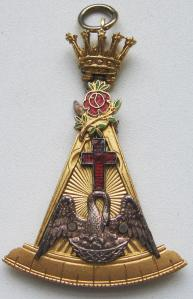
Подвеска 18º ДПШУ

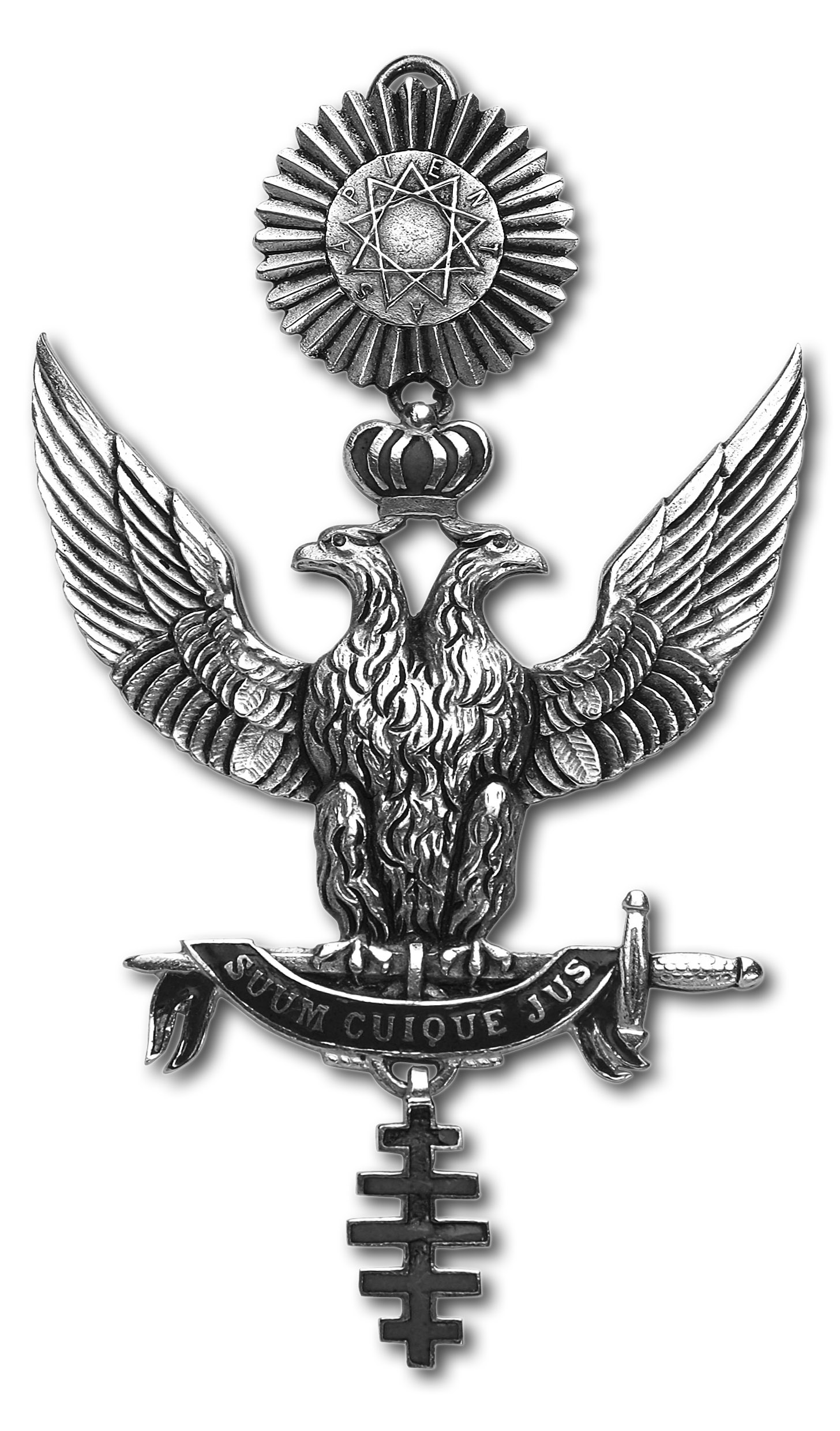
Подвеска великого командора

В Англии устав обычно называется «Древний и принятый устав» (без слова «шотландский»). Практикуются степени вплоть до 18. 30 степень зарезервирована для глав капитулов. В степени после 30 посвящают весьма небольшое количество масонов.
Древний и принятый шотландский устав практикуется с 1 по 33 степень в английской федерации «Ордена Право человека» и с 1 по 33 степень в ложе «Белый лебедь» № 1348 Великой ложи Франции в Лондоне.
В Шотландии практикуется 18 и 30 степени. Остальное — как в Англии.
Во Франции и Бельгии, согласно юрисдикции, практикуют и посвящают обычно в 4, 9, 12, 13, 14, 15, 17, 18, 22, 26, 28, 30, 31, 32 и 33 степени. В некоторых бельгийских юрисдикциях дополнительно введены 5 и 29 степени. Различие в количестве практикуемых градусов зависит от юрисдикции конкретной страны. В целом, французские юрисдикции практикуют меньшее количество степеней ареопага, а бельгийские отдают предпочтения степеням капитула.
В США Северная юрисдикция достаточно заметно реформировала свои ритуалы в 2004—2006 годах, в частности, изменив названия степеней с 21 по 33. Кроме того, североамериканская система гораздо более быстрая по сравнению с другими странами, поскольку она позволяет достичь 32 степени за весьма малое количество времени, в то время как в Европе и Южной юрисдикции подобный прогресс требует усердных занятий на протяжении примерно двадцати лет. По этой причине некоторые юрисдикции Европы и американского юга не признают автоматически высшие градусы, полученные их братьями во время визита в США.

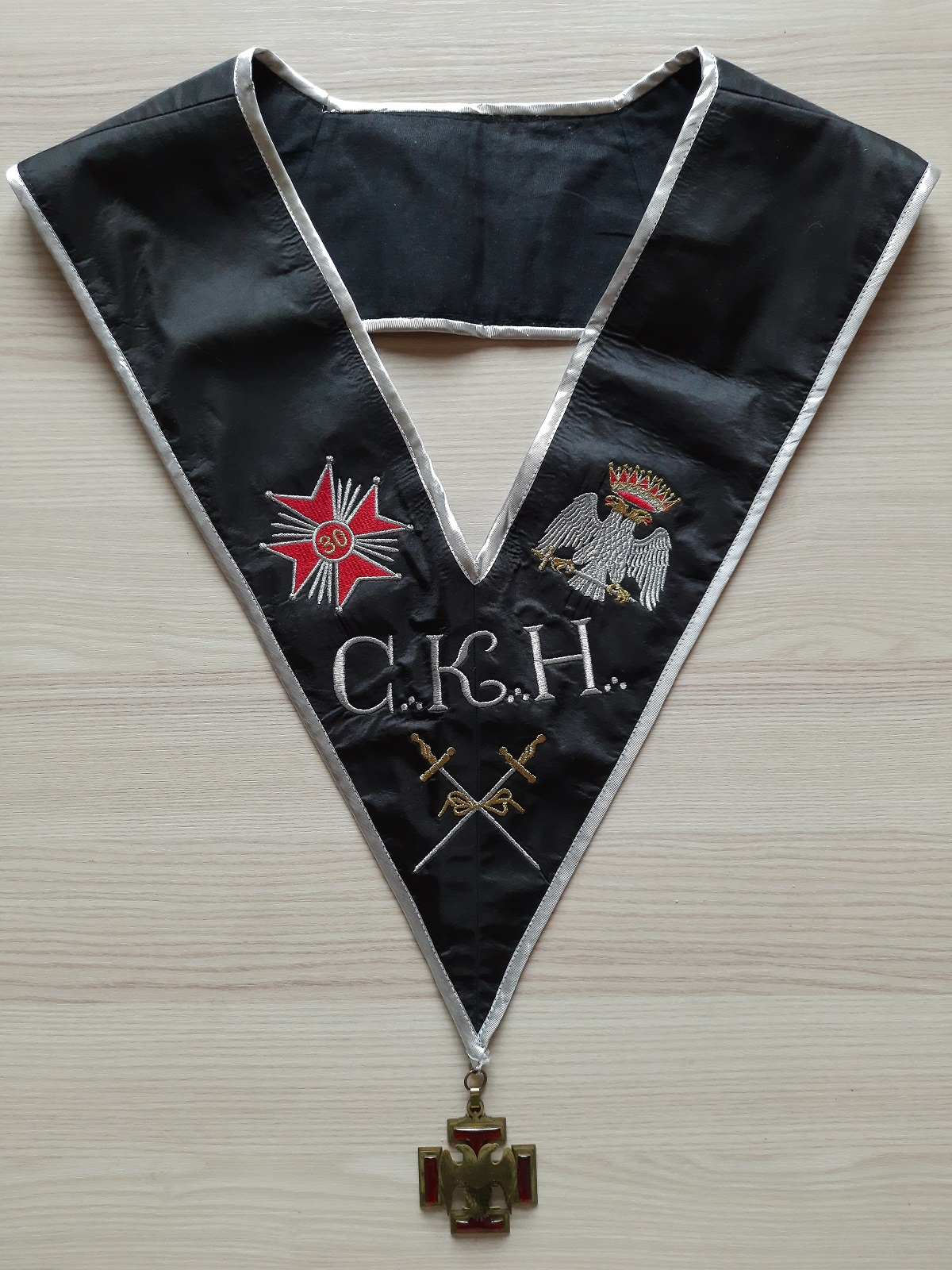
Лента 30° ДПШУ
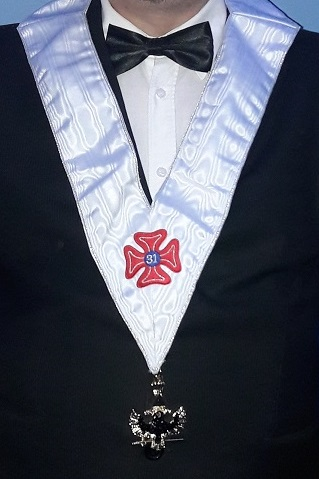
Лента 31° ДПШУ
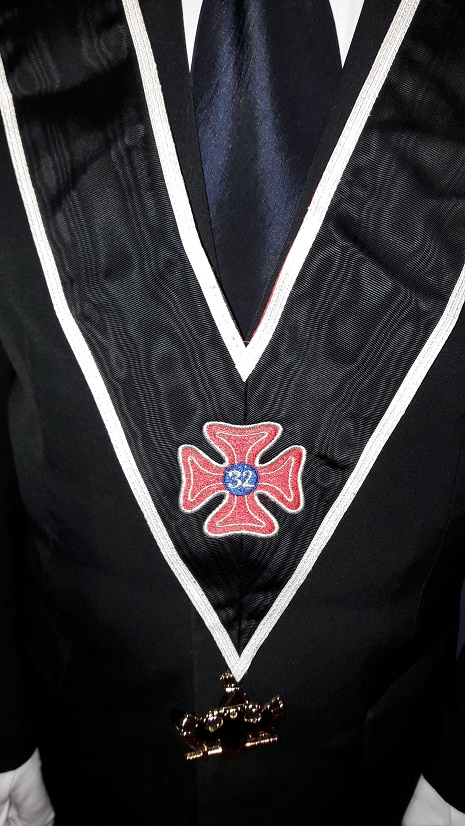
Лента 32° ДПШУ